# Николай Канава
Николай Канава е избран за византийски император на 25 или 27 януари 1204 година от членове на византийския сенат, духовници и простолюдието на Константинопол, в опозиция на съимператорите Исаак II Ангел и Алексий IV Ангел. Николай е млад благородник, избран след тридневен избор между множество, нежелаещи да заемат поста кандидати. Той отказва да приеме избора. Голяма част от благородниците също не го подкрепят.
Въпреки че е имал известна популярност сред народа, той никога не е притежавал значителна имперска власт и отказва да напусне „Света София“. Алексий V Дука, който сваля императорите Исаак II Ангел и Алексий IV Ангел, му предлага добра служба в собствената си администрация, но Николай не приема условията му. На 5 февруари Мурзуфул го затваря и удушава (вероятно и обезглавява), което става същия ден и с Алексий IV Ангел.
Историкът Никита Хониат описва Николай като благ и интелигентен човек.